# La encajera (película)
La encajera (en francés La dentellière) es una película franco-suiza dirigida por Claude Goretta y estrenada en 1977. La cinta se basa en la novela homónima de Pascal Lainé, quien también participó en la elaboración del guion. La cinta consiguió el Premio del Jurado Ecuménico en el Festival de Cannes de 1977.

## Sinopsis
Pomme es una aprendiz de peluquería, joven muy reservada y tranquila. Su amiga Marylène, muy extrovertida, la lleva a Cabourg para pasar allí algunos días de vacaciones. Pomme conoce allí a François, un brillante estudiante, pero tan tímido como ella. Al regresar a París, aunque tratan de dar curso a su idilio, la brecha social se hace cada vez más profunda. Pomme, por su parte, cae en una depresión que la conduce a un hospital psiquiátrico.

## Reparto
- Isabelle Huppert como Béatrice llamada Pomme.
- Yves Beneyton como François Béligné.
- Florence Giorgetti como Marylène Torrent.
- Anne-Marie Düringer como la madre de Pomme.
- Renate Schroeter como Marianne.
- Christian Baltauss como Gérard.
- Monique Chaumette como la señora Béligné.
- Jean Obé como el señor Béligné.
- Jeanne Allard como Thérèse.
- Sabine Azéma como Corinne.

## Premios
- Festival de Cannes 1977: Premio del Jurado Ecuménico para Claude Goretta.
- Londres 1978: Premio BAFTA a la mejor actriz extranjera para Isabelle Huppert.
- Taormina 1980: Premio Donatello a la mejor actriz extranjera para Isabelle Huppert.